# Pilosa
Pilosa је ред плаценталних сисара, који укључује два подреда, мравоједе (Vermilingua) и лењивце (Folivora). Овај ред сисара, заједно са редом оклопници, чини надред Xenarthra. Pilosa, латински назив крезубица, у преводу значи длакави.

## Порекло
Порекло реда Pilosa је још увек нејасно, али зна се да су били присутни у Јужној Америци у раном палеогену (пре око 60 милиона година). Пре око 3 милиона година, у време велике америчке размене животиња, након спајања два америчка континента, сисари из овог реда су дошли у Централну Америку, где су још увек присутни и у Северну Америку, одакле су нестали. Неколико врста лењиваца је раније насељавало и Велике Антиле. Где су се појавили пре 32 милиона година и где су доспели тако што их је из Јужне Америке, након олуја, морска струја тамо донела на гранама дрвећа. Али и они су изумрли, након насељавања људи на острва, пре неколико хиљада година.

## Исхрана
Мравоједи се хране мравима и термитима. Када се хране, мравоједи се не задржавају дуго код једног мравињака и у њему поједу мањи део мрава из колоније. Чиме омогућавају колонији мрава да се лако опорави од губитака. Лењивци су сваштоједи, претежно се хране пупољцима и лишћем дрвета Цекропија, али хране се и инсектима, гуштерима и стрвинама. Лишће им пружа мало енергије, а његово варење може да траје и месец дана. 

## Класификација
Ред Pilosa
- Подред мравоједи (Vermilingua)
  - Породица 
    - Свилени мравојед или патуљасти мравојед


  - Породица 
    - Џиновски мравојед

    - Северни тамандуа

    - Јужни тамандуа или мали мравојед

- Подред лењивци (Folivora)
  - Породица тропрсти лењивци:
    - Патуљасти тропрсти лењивац

    - Смеђогрли тропрсти лењивац

    - Тропрсти лењивац

    - Гривасти тропрсти лењивац


  - Породица двопрсти лењивци:
    - Хофманов двопрсти лењивац

    - Линеов двопрсти лењивац


  - Породица Megatheriidae †
  - Породица Mylodontidae †
  - Породица Nothrotheriidae †